# Jacek Bocian
Jacek Bocian (* 15. September 1976 in Kalisz) ist ein ehemaliger polnischer Leichtathlet, der sich auf den 400-Meter-Lauf spezialisiert hatte. Seine größten Erfolge feierte er als Staffelläufer.
Bei den Hallenweltmeisterschaften 1999 in Maebashi gewann er mit der polnischen 4-mal-400-Meter-Staffel die Silbermedaille. Dabei stellte er gemeinsam mit Piotr Haczek, Piotr Rysiukiewicz und Robert Maćkowiak mit einer Zeit von 3:03,01 min einen Halleneuroparekord auf. Nur die US-amerikanische Mannschaft war in diesem Rennen schneller und erzielte einen Hallenweltrekord (3:02,83 min).
Ein halbes Jahr später bei den Weltmeisterschaften in Sevilla zeichnete sich zunächst dasselbe Resultat ab. Die polnische Staffel – dieses Mal mit Tomasz Czubak anstelle von Piotr Rysiukiewicz – wurde in 2:58,91 min zweite hinter der US-amerikanischen. Letztere wurde jedoch später wegen eines Dopingvergehens ihres Läufers Antonio Pettigrew nachträglich disqualifiziert, so dass der Weltmeistertitel dem polnischen Quartett zufiel.
Bocian startete auch bei den Olympischen Spielen 2000 in Sydney für die polnische Staffel, die dort den siebten Rang belegte. Er selbst wurde jedoch nur in der Vorrunde eingesetzt. Dafür kam er bei den Hallenweltmeisterschaften 2001 in Lissabon wieder im Finale zum Einsatz. Seine Mitstreiter waren dieselben wie 1999 in Maebashi. Die polnische Mannschaft sicherte sich diesmal in 3:04,47 min den Titel und schlug dabei überraschend die favorisierte US-amerikanische Staffel um 17 Hundertstelsekunden.
Jacek Bocian ist 1,80 m groß und hatte ein Wettkampfgewicht von 65 kg.

## Bestleistungen
- 400 m (Freiluft): 45,99 s, 5. August 2000, Krakau
- 400 m (Halle): 46,68 s, 22. Februar 1999, Spała